# Monte Leco
Il Monte Leco (Monte Lecco in ligure), 1072 m è un rilievo posto sullo spartiacque principale dell'Appennino Ligure tra le province di Genova e Alessandria.

## Geografia
La vetta della montagna si trova al confine tra i comuni di Campomorone (GE) e di Voltaggio (AL).

## Storia
Il Monte Leco è stato identificato come uno dei Monti nominati sulla Tavola bronzea di Polcevera che in antichità veniva chiamato dalle locali popolazioni  Celto-Liguri Monte Tuledon o Tuledone.

## Accesso alla cima

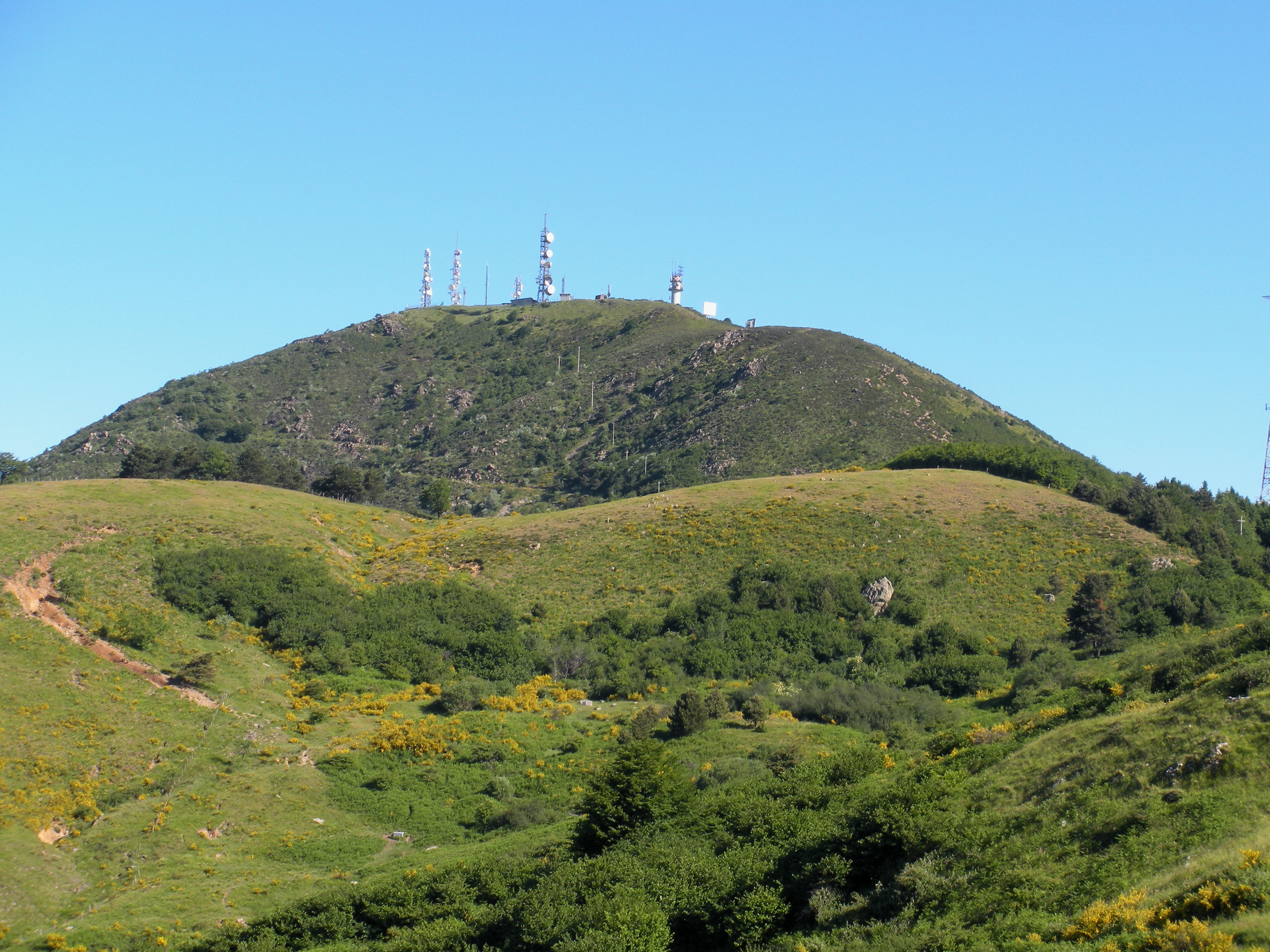
Vista dal passo della Bocchetta

Facilmente riconoscibile anche dalla pianura alessandrina per la presenza sulla sommità di diversi ripetitori radiotelevisivi (l'ultimo realizzato, molto alto, sul fianco orientale), si raggiunge dal Passo della Bocchetta percorrendo a piedi la strada privata che porta alla vetta.
Dalla cima del Monte Leco si ha una visione completa della sottostante Val Polcevera e dei rilievi circostanti (Monte Figogna, Monte delle Figne, Monte Tobbio, gruppo dell'Antola); verso nord, oltre la Val Lemme, si distinguono Novi Ligure e la pianura circostante. In giornate di cielo limpido non è raro scorgere il profilo della Corsica verso sud e l'arco alpino con il gruppo del Monte Rosa e del Cervino verso nord.

## Tutela naturalistica
La montagna e l'area circostante, sul lato ligure, fanno parte del SIC (Sito di importanza comunitaria) denominato Praglia - Pracaban - Monte Leco - Punta Martin (codice: IT1331501).